# Docalidia vesica
Docalidia vesica är en insektsart som beskrevs av Nielson 1986. Docalidia vesica ingår i släktet Docalidia och familjen dvärgstritar. Inga underarter finns listade i Catalogue of Life.